# Сура Аль-Інсан
Сура Аль-Інсан (араб. سورة الإنسان‎) або Людина — сімдесят шоста сура Корану. Мединська, містить 31 аят.